# Guillot de Sainbris
Antoine Guillot Valeton de Sainbris (Bordeaux, 21 août 1820 - Versailles, 11 juillet 1887) est un musicien et professeur de chant français.

## Biographie
Guillot de Sainbris est né à Bordeaux d'André Benoît Guillot et de Suzanne Zélia Loreilhe. Il se fait ensuite adopter par Anne Marie Valeton de Sainbris. 
Fils et petit-fils de musiciens, il entra dès quinze ans au Conservatoire dans la classe de chant dirigée par Antoine Ponchard. 
Il part ensuite en Italie où il étudie avec le soprano Girolamo Crescentini. En 1840, Guillot de Sainbris ouvre à Paris une classe de chant pour les artistes se destinant au théâtre. 
En 1866, il fonde à Versailles la Société chorale d'amateurs, qu'il dirigera pendant plus de vingt ans. Il meurt dans la même ville en 1887.